# روبن جورادو
روبن جورادو (انگلیسی: Rubén Jurado؛ زادهٔ ۲۵ آوریل ۱۹۸۶) بازیکن فوتبال اهل اسپانیا است.
از باشگاه‌هایی که در آن بازی کرده‌است می‌توان به آ.اس.آ ترگو مورش و باشگاه فوتبال پیاست گلیویتسه اشاره کرد.